# Korlikoppa, Sagar
Korlikoppa là một làng thuộc tehsil Sagar, huyện Shimoga, bang Karnataka, Ấn Độ.